# Platja de les Cases d'Alcanar
La platja de les Cases d'Alcanar, o simplement platja de les Cases, és una platja urbana del municipi d'Alcanar (Montsià), situada davant del passeig marítim de la població de les Cases d'Alcanar. Limita al nord-est amb les roques de l'espigó del Port de les Cases d'Alcanar i al sud-oest amb la platja del Marjal, amb la que sovint es confon, tot i que aquesta està situada fora del nucli de la població. Orientada al sud-est, té una longitud de 288 metres i una amplada mitjana de 28 metres, formada per còdols i sorra fina i daurada. Disposa de senyalització, servei de socorrisme i salvament, bar restaurant, sanitaris portàtils, dutxes, lloguer de patins i un aparcament per a vehicles.
La platja, juntament amb la platja del Marjal, està guardonada amb la Bandera Blava, que reconeix internacionalment la qualitat de l'aigua i serveis. L'Agència Catalana de l'Aigua efectua un control setmanal de la qualitat de l'aigua, durant la temporada de bany, amb el resultat d'excel·lent.